# 圣费利克斯 (夏朗德省)
圣费利克斯（法語：Saint-Félix）是法国夏朗德省的一个市镇，属于干邑区。该市镇总面积8.08平方公里，2009年时的人口为111人。

## 人口
圣费利克斯人口变化图示